# Otradnoje (rejon wyborski)
Otradnoje (ros. Отрадное) – osiedle w Rosji, w obwodzie leningradzkim, w rejonie wyborskim. W 2010 liczyło 467 mieszkańców.